# Клины (Медынский район)
Клины  — деревня в Медынском районе Калужской области России. Входит  в сельское поселение «Деревня Михеево». Находится на реке Дранка.

## Этимология
Клин — «земельный надел; лесная полоса; участок болота, заросший лесом; граница»

## История
В конце XVII века деревня Клин Вепрейского стана Боровского уезда.
Здесь родились
- Ермолаев, Афанасий Семёнович

## Население
| 2002 | 2010 |
| ---- | ---- |
| 28   | ↘24  |